# جون هورنزباي
جون هورنزباي (بالإنجليزية: John Hornsby)‏ هو لاعب كرة قدم بريطاني، ولد في 3 أغسطس 1945 في Ferryhill ‏ في المملكة المتحدة. لعب مع كولتشستر يونايتد.